# Cristian Brandi
Cristian Brandi (n. 10 de junio de 1970 en Brindisi, Italia) es un exjugador profesional de tenis.  
Brandi disfrutó de su mayores éxitos jugando dobles.  Durante su carrera consiguió dos títulos en esta modalidad y quedó como finalista en otras 9. Su mejor posición en el escalafón en dobles fue en el año 2000, cuando alcanzó el puesto 50.
Brandi participó en 3 ocasiones en la Copa Davis para Italia entre 1994 y 1995, obteniendo un récord de 2–1 en dobles.

## Títulos en dobles
| No. | Fecha | Torneo            | Superficie    | Pareja            | Oponente en la final           | Marcador |
| 1.  | 1994  | Estoril, Portugal | Tierra batida | Federico Mordegan | Richard Krajicek Menno Oosting | W/O      |
| 2.  | 1997  | San Marino        | Tierra batida | Filippo Messori   | Brandon Coupe David Roditi     | 7–5, 6–4 |

### Finalista
| No. | Fecha | Torneo                | Superficie    | Pareja            | Oponente en la final             | Marcador      |
| 1.  | 1992  | San Marino            | Tierra batida | Federico Mordegan | Nicklas Kulti Mikael Tillström   | 2–6, 2–6      |
| 2.  | 1994  | Casablanca, Marruecos | Tierra batida | Federico Mordegan | David Adams Menno Oosting        | 3–6, 4–6      |
| 3.  | 1994  | Atenas, Grecia        | Tierra batida | Federico Mordegan | Luis Lobo Javier Sánchez         | 7–5, 1–6, 4–6 |
| 4.  | 1996  | Palermo, Italia       | Clay          | Emilio Sánchez    | Andrew Kratzmann Marcos Ondruska | 6–7, 4–6      |
| 5.  | 1998  | Casablanca, Marruecos | Tierra batida | Filippo Messori   | Andrea Gaudenzi Diego Nargiso    | 4–6, 6–7      |
| 6.  | 1999  | Barcelona, España     | Tierra batida | Massimo Bertolini | Paul Haarhuis Yevgeny Kafelnikov | 5–7, 3–6      |
| 7.  | 1999  | Munich, Alemania      | Tierra batida | Massimo Bertolini | Daniel Orsanic Mariano Puerta    | 6–7, 6–3, 6–7 |
| 8.  | 1999  | Umag, Croacia         | Clay          | Massimo Bertolini | Mariano Puerta Javier Sánchez    | 6–3, 2–6, 3–6 |
| 9.  | 2002  | Gstaad, Suiza         | Clay          | Massimo Bertolini | Joshua Eagle David Rikl          | 6–7, 4–6      |